# Franco Marvulli
Franco Marvulli, född den 22 november 1978 i Zürich, Schweiz, är en schweizisk före detta bancyklist som blev dubbel världsmästare i både scratch (2002 och 2003) och madison (2003 och 2007, båda gångerna med Bruno Risi) och blev trefaldig europamästare i omnium och dubbel europamästare i madison, samt vann 33 sexdagarslopp (19 av dem i par med Bruno Risi). Därtill blev han silvermedaljör i Madison vid olympiska sommarspelen 2004 i Aten (i par med Bruno Risi).

## Meriter – bancykling
| 2000 15:e i individuellt förföljelselopp 2004 2:a i madison med Bruno Risi 2008 11:a i madison med Bruno Risi | 2002 Världsmästare i scratch 2003 Världsmästare i scratch Världsmästare i madison med Bruno Risi 2004 2:a i madison med Bruno Risi 2007 Världsmästare i madison med Bruno Risi | 2001 Europamästare i omnium (uthållighet) 2002 Europamästare i omnium (uthållighet) 2003 Europamästare i omnium (uthållighet) 2004 Europamästare i madison med Alexander Aeschbach 2006 Europamästare i madison med Bruno Risi 3:a i omnium (uthållighet) |

### Sexdagarslopp
I tabellen nedan listas Franco Marvullis segrar och partners (med initialer):
| \ Säsong |

| Plats \ |

| \ Säsong |

| Partner \ |

Not: Asterisk efter ortnamnet markerar att tävlingen hölls före nyår (Kölns sexdagars gick över nyårshelgen). Fiorenzuola och Turin gick utomhus på sommaren och har förts till vintersäsongen som följde på loppen. Stuttgart kördes med tremannalag 2004–2008.